# نجيل طبري
نجيل طبري (الاسم العلمي:Cynodon tibestica) هو نوع غير مؤكد من النباتات يتبع جنس النجيل من الفصيلة النجيلية.